# 丙寅丸
丙寅丸（へいいんまる）は、幕末の長州藩の軍艦。1865年に英国で建造された。1866年5月に高杉晋作が長崎にてイギリス商人トーマス・ブレーク・グラバーより購入した。全長40余メートル排水量94トンで形式はバークであり、30馬力の蒸気機関でスクリュー駆動、大砲6門を備えていた。原名は「Ostentosama」。
長州藩の高杉晋作は、第二次長州征伐（四境戦争）直前の1866年5月に長崎へ赴き、丙寅丸を3万9千両で藩の了解を得ず独断で購入した。
慶応2年の第二次幕長戦争では大島口の戦いに於いて、高杉が指揮する「丙寅丸」は6月13日に久賀で「旭日丸」と「八雲丸」を奇襲したが、目立った戦果も損害もなく、交戦後逃走した。6月15日には「乙丑丸」、兵船2隻と共に安下庄に現れたが、「富士山」の攻撃を受け逃走した。6月17日、「丙寅丸」は「癸亥丸」、「丙辰丸」とともに田ノ浦を襲撃。小倉口の戦いでは、7月3日に「丙辰丸」、「庚申丸」とともに大里沖から幕府艦を攻撃し、7月27日にも「丙寅丸」は幕府艦や砲台と交戦した。
戊辰戦争の後は、ヲテント丸（オテント丸）の名で定期貨客船として博多～大阪間の航路に就役した。